# Stallet, Stockholm

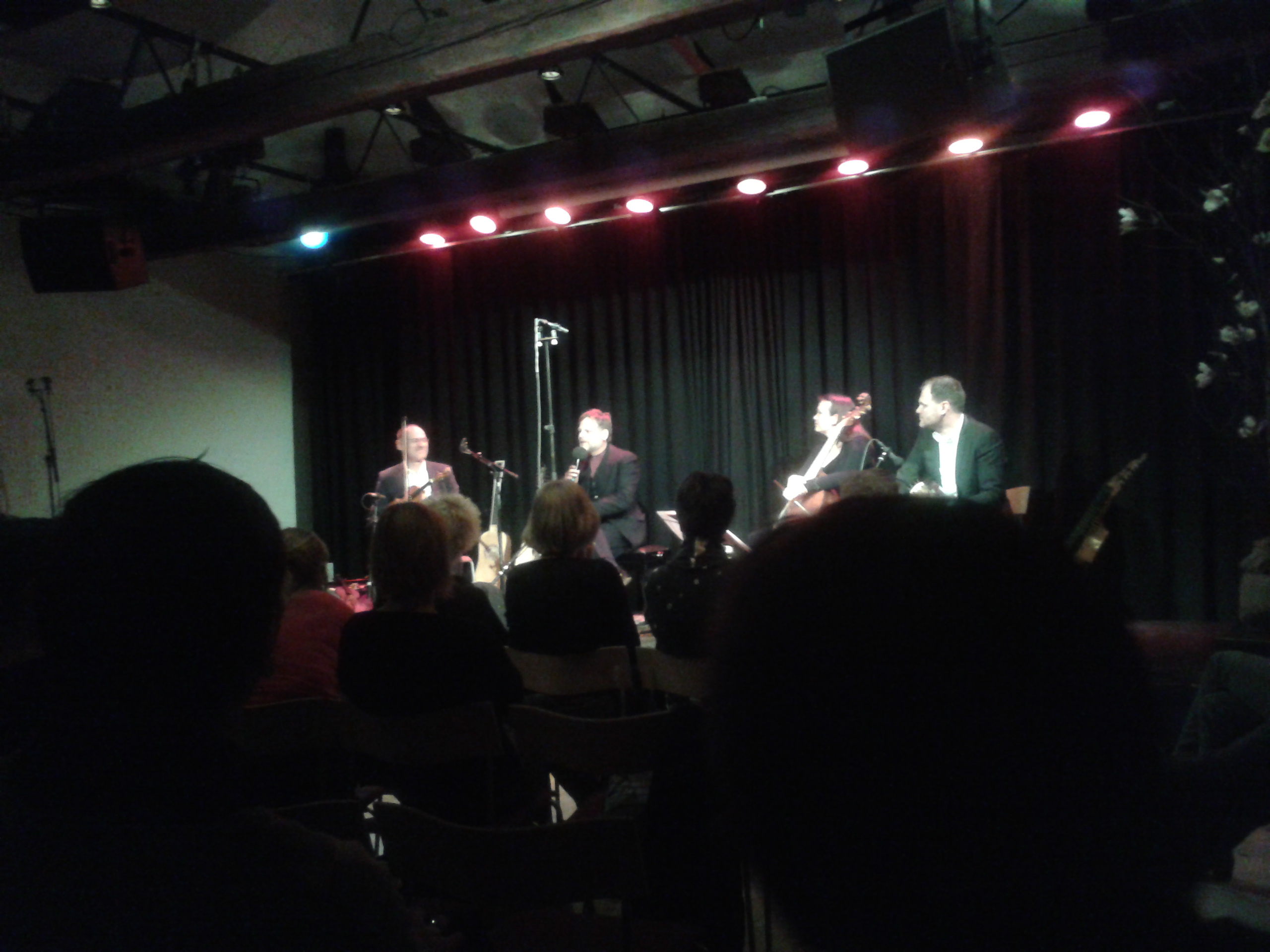
Silfver på Stallet den 24 oktober 2012

Stallet är en konsertscen för folk- och världsmusik, belägen på Stallgatan 7 i centrala Stockholm.
Konsertarrangemangen på Stallet är genremässigt breda och innefattar såväl nordisk folkmusik, klezmer, afrikanskt, balkanmusik, fado, persisk, flamenco och brasilianskt.
Flera erkända namn har genomfört konserter på scenen, däribland Stockholms bulgariska damkör, Kongero, Daniel & Emma, Golbang, Kolonien, Bjäran, Stormsteg, Lena Willemark, Shai Maestro Trio, Kjell-Erik Eriksson, Jenny Ritter Band, Väsen, Dánjal, Toni Holgersson, Stockholm Lisboa Project, Louisa Lyne & di Yiddishe Kalpelye, Lena Jonsson, Dilanê, Xenia Kriisin, Emilia Amper, Marque Gillmore, Erik Rydvall & Olav Mjelva, Frifot, Mikael Samuelson, Björn Ståbi & Bengan Janson, Hoven Droven, Groupa, Mats Berglund, Primus Motor, Filip Jers, Mia Marin, Alla Fagra, ODE, Pelle Björnlert, Johan Hedin, Esbjörn Hazelius, Nordic, Ale Möller och många fler.
Stallet öppnades 2000 och drivs av föreningen Riksförbundet för Folkmusik och Dans. Verksamhetens syfte är att stärka, främja, utveckla och sprida folkmusik, världsmusik och folkdans. Verksamheten mottar stöd från Rikskonserter, Statens kulturråd, Stockholms läns landsting och Stockholms stad.

### Fotnoter
1. 1 2 3  ”Stallet”. Kulturdirekt. Arkiverad från originalet den 8 oktober 2013. https://web.archive.org/web/20131008222640/http://kulturdirekt.se/organisation.php?id=103. Läst 10 maj 2012.